# Stenasellus messanai
Stenasellus messanai är en kräftdjursart som beskrevs av Magnez och Jan Hendrik Stock 2000. Stenasellus messanai ingår i släktet Stenasellus och familjen Stenasellidae. Inga underarter finns listade i Catalogue of Life.